# 多爾河
多爾河（法語：Dore，法語發音：[dɔʁ]）是法國的河流，位於該國中部，屬於阿列河的右支流，河道全長141公里，流域面積1,523平方公里，平均流量每秒20立方米，發源自圣日耳曼莱尔姆，河口處在皮纪尧姆以北。

## 外部連結
- http://www.geoportail.fr（页面存档备份，存于）
- Sandre数据库中的多尔河